# Résolution 403 du Conseil de sécurité des Nations unies
 (mars 2025).
Si vous disposez d'ouvrages ou d'articles de référence ou si vous connaissez des sites web de qualité traitant du thème abordé ici, merci de compléter l'article en donnant les références utiles à sa vérifiabilité et en les liant à la section « Notes et références ».
Membres permanents
- Chine
- États-Unis
- France
- Royaume-Uni
- URSS

Membres non permanents
- Allemagne de l'Ouest
- Bénin
- Canada
- Inde
- Libye
- Mauritanie
- Pakistan
- Panama
- Roumanie
- Venezuela

Résolution no 402 Résolution no 404
La résolution 403 du Conseil de sécurité des Nations unies est adoptée le 14 janvier 1977.
Après avoir entendu les représentations du ministre des Affaires extérieures du Botswana, le Conseil condamne les attaques du « régime minoritaire illégal » en Rhodésie du Sud. La résolution rappelle les résolutions précédentes sur le sujet, notamment le droit à l'autodétermination du peuple de Rhodésie du Sud.
Le Conseil réaffirme la responsabilité juridique du gouvernement du Royaume-Uni à l'égard de la Rhodésie du Sud et exige que ce dernier mette fin à tous ses actes hostiles. Le Conseil, notant les difficultés économiques causées par les attaques, demande à toutes les agences compétentes des Nations unies et aux autres États membres de contribuer à divers projets au Botswana.
La résolution est adoptée par 13 voix, le Royaume-Uni et les États-Unis s'abstiennent de voter.